# Liste d'élections en 1987
Chronologie des élections
- 1983
- 1984
- 1985
- 1986
- 1987
- 1988
- 1989
- 1990
- 1991

Cette liste recense les élections organisées durant l'année 1987. Elle inclut les élections législatives et présidentielles nationales dans les États souverains, ainsi que les principaux référendums.

## Commentaires généraux
Dans les années 1980, il existe principalement deux sortes de régimes électoraux : celui des démocraties multipartites, et celui des régimes à parti unique. Dans ces derniers, un seul parti politique est autorisé, et les citoyens sont généralement appelés à départager plusieurs candidats proposés par les autorités, ou bien à approuver un candidat unique par plébiscite. Les régimes à parti unique se trouvent notamment dans le bloc communiste (Albanie en février, Viêt Nam en avril, Éthiopie en juin) et dans une grande partie de l'Afrique.
Ainsi, parmi les quatorze États africains qui organisent des élections nationales en 1987, huit sont des régimes à parti unique. Des six autres, seules l'île Maurice (août) et la Gambie (mars) peuvent réellement être considérées comme des démocraties. En Afrique du Sud (mai), le multipartisme existe, mais le pouvoir est réservé à la minorité blanche de la population : c'est le régime de l'apartheid.
En 1987 les Philippines (février), la Turquie (septembre), le Suriname (septembre) et la Corée du Sud (octobre) adoptent tous par référendum des mesures qui établissent ou restaurent un degré plus ou moins important de démocratie.

## Par mois

### Janvier
| Date       | Pays                 | Élections    | Contexte | Résultats |
| ---------- | -------------------- | ------------ | --- | --- |
| 24 janvier | Nauru                | Législatives | Élections anticipées, le scrutin de décembre 1986 ayant produit un parlement sans majorité. Il n'existe pas de partis politiques, bien que les députés s'assemblent en diverses factions. | Victoire des partisans du président Hammer DeRoburt. Les députés réélisent celui-ci à la présidence de la République.                  |
| 25 janvier | Allemagne de l'Ouest | Législatives | | Parlement sans majorité. L'alliance CDU/CSU (conservateurs) conserve une majorité relative des sièges. Helmut Kohl demeure chancelier. |

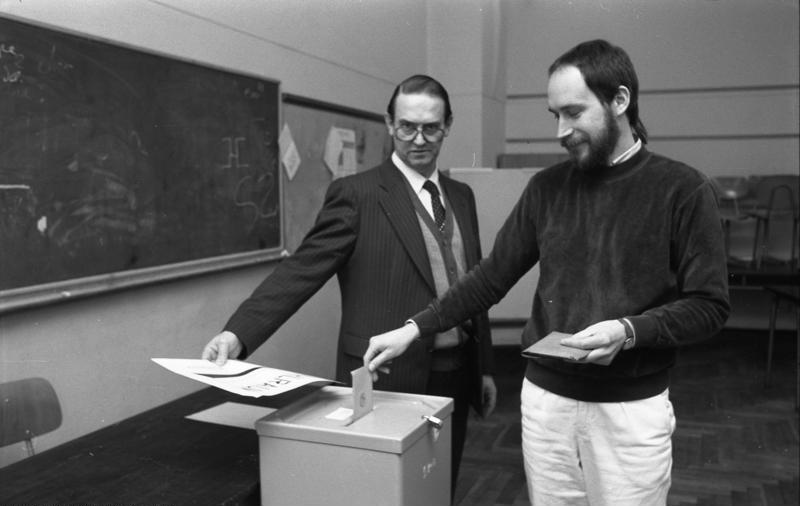
Élections législatives en Allemagne de l'Ouest, janvier.

### Février
| Date             | Pays          | Élections    | Contexte | Résultats |
| ---------------- | ------------- | ------------ | --- | --- |
| 1er février      | RPS d'Albanie | Législatives | L'Albanie à cette date est un État à parti unique. Seuls les candidats approuvés par le Front démocratique (union des organisations de masse liées au Parti du travail) sont autorisés à se présenter. Les électeurs sont invités à approuver les candidats sélectionnés par les autorités.                                                                    | Le Parti du travail (marxisme-léninisme, anti-révisionniste) et ses alliés conservent la totalité des sièges. Officiellement, les candidats ont obtenu un taux d'approbation populaire de 100 %, avec un taux de participation de 100 %.                                                       |
| 1er février      | Éthiopie      | Référendum   | La révolution de 1974 a renversé la monarchie et mis en place un régime militaire. Après la Terreur rouge des années 1970 et la famine de 1984-1985, ce référendum soumet au peuple une proposition de nouvelle Constitution. Inspirée par le modèle soviétique, elle établit un régime à parti unique.                                                        | La Constitution est approuvée par 81 % des votants. Le pays devient la République démocratique populaire d'Éthiopie. |
| 2 février        | Philippines   | Référendum   | Le mouvement « Pouvoir du peuple » a contraint le président Ferdinand Marcos à la démission en 1986. Le référendum soumet au peuple une proposition de nouvelle Constitution, garantissant les droits de l'homme et la démocratie. | La Constitution est approuvée par 73,4 % des votants. |
| 17 février       | Irlande       | Législatives | Élections anticipées, provoquées par la dislocation du gouvernement de coalition du Fine Gael (centre-droit) et du Parti travailliste (centre-gauche). | Alternance. Parlement sans majorité. Le Fianna Fáil (centre-droit), qui disposait d'une majorité relative des sièges mais siégeait dans l'opposition, manque de peu d'en obtenir une majorité absolue. Charles Haughey (Fianna Fáil) est nommé premier ministre d'un gouvernement minoritaire. |
| 26 février       | Algérie       | Législatives | L'Algérie à cette date est un État à parti unique. Le parti au pouvoir présente plusieurs candidats par circonscription ; les citoyens sont invités à les départager. | Le Front de libération nationale (socialiste) conserve mécaniquement tous les sièges. De nombreux députés sortants sont néanmoins battus. Abdelhamid Brahimi (FLN) demeure premier ministre.                                                                                                   |
| 18 et 19 février | Tonga         | Législatives | Les Tonga à cette date sont une monarchie où le roi conserve un pouvoir exécutif fort. Le roi, et non pas le Parlement, choisit le gouvernement. Les députés élus par le peuple constituent moins de la moitié des membres de l'Assemblée législative, où siègent également des nobles et des membres nommés par le roi. Il n'existe pas de partis politiques. | Les élections de 1987 marquent l'émergence du mouvement pour la démocratie. Les démocrates remportent cinq des neuf sièges alloués aux élus du peuple. |

### Mars
| Date          | Pays                        | Élections                      | Contexte | Résultats |
| ------------- | --------------------------- | ------------------------------ | --- | --- |
| 3 mars        | États fédérés de Micronésie | Législatives                   | Il n'existe pas de partis politiques, bien que les députés s'assemblent en diverses factions. | Tous les élus siègent sans étiquette. Le Congrès issu de ces élections élit John Haglelgam au poste de président de la République. |
| 11 mars       | Gambie                      | Législatives et présidentielle | | Le Parti progressiste populaire (centre-droit) conserve une majorité absolue des sièges. Dawda Jawara (PPP) est réélu président de la République avec 59,2 % des voix, devant deux autres candidats. |
| 12 et 19 mars | Kiribati                    | Législatives                   | La plupart des candidats sont sans étiquette. Des opposants au gouvernement se constituent toutefois en un Parti chrétien-démocrate, pour s'opposer notamment à un accord commercial récent avec l'URSS.                                                              | Le gouvernement du président Ieremia Tabai conserve une majorité qui lui est favorable au Parlement. |
| 15 et 16 mars | Finlande                    | Législatives                   | | Parlement sans majorité. Le Parti social-démocrate (centre-gauche) conserve sa majorité relative des sièges. Après six semaines de négociations, Harri Holkeri (Parti de la coalition nationale, centre-droit) est nommé premier ministre d'un gouvernement de coalition incluant également les socialistes, le Parti rural et le Parti populaire suédois de Finlande. |
| 22 mars       | Comores                     | Législatives                   | Les Comores à cette date sont un État à parti unique. Les candidats d'opposition sont néanmoins autorisés à se présenter, sans étiquette, face aux candidats du parti au pouvoir.                                                                                     | L'Union comorienne pour le progrès remporte tous les sièges. L'opposition perd l'unique siège qu'elle détenait. |
| 29 mars       | Haïti                       | Référendum constitutionnel     | Le dictateur Jean-Claude Duvalier a été contraint à la démission et à l'exil par l'armée en 1986. Le général Henri Namphy a pris le pouvoir. La proposition de nouvelle Constitution soumise au peuple par référendum vise à établir le cadre de nouvelles élections. | Selon les chiffres officiels, la Constitution est approuvée par 99,8 % des votants. |

### Avril
| Date          | Pays         | Élections                      | Contexte | Résultats |
| ------------- | ------------ | ------------------------------ | --- | --- |
| 4 au 11 avril | Fidji        | Législatives                   | | Alternance. L'alliance du Parti travailliste (centre-gauche) et du Parti de la fédération nationale (représentant principalement les intérêts des fermiers d'origine indienne) obtient la majorité absolue des sièges. Timoci Bavadra (travailliste) est nommé premier ministre. C'est la première fois que le Parti de l'Alliance (conservateur) perd les élections. Le 14 mai, le gouvernement est renversé par un coup d'État militaire mené par le colonel Sitiveni Rabuka, qui affirme vouloir restaurer la suprématie politique des autochtones. Le Parlement est dissous. |
| 6 et 13 avril | Égypte       | Législatives                   | | Le Parti national démocratique (éclectique, autoritaire) conserve une majorité absolue des sièges. Atef Sedki demeure premier ministre. |
| 6 avril       | Sainte-Lucie | Législatives                   | | Le Parti uni des travailleurs (conservateur, chrétien-démocrate) conserve de justesse une majorité absolue des sièges. Afin de tenter d'accroître cette majorité, le premier ministre John Compton organise de nouvelles élections trois semaines plus tard. |
| 19 avril      | Viêt Nam     | Législatives                   | Le Viêt Nam est un État à parti unique. Seuls les candidats approuvés par le Front de la Patrie du Viêt Nam sont autorisés à se présenter. Pour la première fois, néanmoins, les candidats sont choisis lors de réunions publiques, au cours desquelles les citoyens peuvent les interroger. Les autorités présentent davantage de candidats qu'il n'y a de sièges à pourvoir ; les électeurs sont invités à les départager. | Le Parti communiste et les autres organisations membres du Front de la Patrie conservent mécaniquement tous les sièges. |
| 23 avril      | Indonésie    | Législatives                   | C'est la période du « Nouvel ordre », sous la présidence de Soeharto. Les différents partis politiques ont été contraints de fusionner en seulement trois partis, les seuls autorisés. Les mouvements communistes sont violemment réprimés. | Le mouvement Golkar (pancasiliste), qui représente le gouvernement Soeharto lors des élections depuis 1971, conserve une majorité absolue des sièges. |
| 24 avril      | Djibouti     | Législatives et présidentielle | Djibouti à cette date est un État à parti unique. Pour les législatives, le seul parti autorisé présente une liste de candidats comprenant autant de noms qu'il y a de sièges à pourvoir ; les citoyens sont invités à voter pour cette liste. De même, il y a un seul candidat pour l'élection présidentielle. | Le Rassemblement populaire pour le progrès remporte mécaniquement tous les sièges au Parlement, tandis que le président de la République Hassan Gouled Aptidon est lui aussi réélu mécaniquement. |
| 25 avril      | Islande      | Législatives                   | | Parlement sans majorité. Le Parti de l'indépendance (conservateur) conserve une majorité relative des sièges. Þorsteinn Pálsson est nommé premier ministre. |
| 30 avril      | Sainte-Lucie | Législatives                   | | Le Parti uni des travailleurs (conservateur, chrétien-démocrate) conserve sa majorité absolue des sièges, devançant d'un seul siège le Parti travailliste (centre-gauche). John Compton demeure premier ministre. |

### Mai
| Date         | Pays           | Élections      | Contexte | Résultats |
| ------------ | -------------- | -------------- | --- | --- |
| 6 mai        | Afrique du Sud | Législatives   | Ces élections se déroulent sous le régime de l'apartheid. Seuls les personnes issues de la minorité blanche sont autorisées à élire la Chambre d'Assemblée (parlement). D'autres minorités ethniques disposent de leurs propres assemblées élues, subordonnées au pouvoir blanc. La majorité noire est exclue entièrement du droit de vote. | Le Parti national (nationalisme afrikaner, extrême-droite), au pouvoir depuis 1948 et créateur de l'apartheid, conserve une majorité absolue des sièges. Pieter Willem Botha demeure président de la République. Le Parti conservateur (extrême-droite), nouvellement formé pour s'opposer à tout partage du pouvoir avec la population non-blanche, devient le principal parti d'opposition au Parlement, devant le Parti progressiste fédéral (centre-gauche, libéral, anti-apartheid). |
| 6 mai        | Philippines    | Législatives   | Ces élections font suite au mouvement « Pouvoir du peuple », qui contraint le président Ferdinand Marcos à lé démission en 1986. | Alternance. Les partis de l'alliance Pouvoir populaire (allant du centre-gauche au centre-droit) remportent ensemble une majorité absolue des sièges. Le Mouvement pour une société nouvelle (extrême-droite), au pouvoir sous le président Marcos, est très largement battu. |
| 9 mai        | Malte          | Législatives   | | Alternance. Le Parti nationaliste (centre-droit) devance le Parti travailliste (centre-gauche), et obtient une majorité absolue des sièges. Edward Fenech Adami devient premier ministre. |
| 12 mai       | Kiribati       | Présidentielle | | Ieremia Tabai est réélu avec 50,1 % des voix, devant deux autres candidats. |
| 26 mai       | Irlande        | Référendum     | Les citoyens sont appelés à approuver ou rejeter le 10e amendement à la Constitution, qui permettrait au gouvernement de ratifier l'Acte unique européen. | L'amendement est approuvé par 69,9 % des votants. |
| 27 et 28 mai | Malawi         | Législatives   | Le Malawi à cette date est un État à parti unique. Dans un tiers des circonscriptions, le parti ne présente qu'un seul candidat, qui est donc 'élu' d'office. Dans les autres, le parti présente plusieurs candidats ; les citoyens sont invités à les départager.                                                                          | Le Parti du congrès malawite (conservateur) conserve mécaniquement la totalité des sièges. |

### Juin
| Date    | Pays                      | Élections      | Contexte | Résultats |
| ------- | ------------------------- | -------------- | --- | --- |
| 11 juin | Royaume-Uni               | Législatives   | | Le Parti conservateur conserve une majorité absolue des sièges. Margaret Thatcher demeure première ministre.                                                                                                  |
| 14 juin | Rép. dém. pop. d'Éthiopie | Législatives   | Premières élections depuis la révolution de 1974 qui a renversé la monarchie et mis en place un régime militaire. La Constitution adoptée par référendum en février 1987 instaure la République démocratique populaire d'Éthiopie, d'inspiration soviétique. Ces élections se déroulent dans le cadre d'un régime à parti unique. Les candidats sont sélectionnés par le parti, par les organisations de masse qui lui sont liées, ou par l'armée. Il y a plusieurs candidats par circonscription ; les citoyens sont invités à la départager. | Le Parti des travailleurs (marxiste-léniniste) remporte la très grande majorité des sièges. Les autres reviennent à des candidats officiellement sans étiquette, mais liés au parti.                          |
| 14 juin | Italie                    | Parlementaires | | Parlement sans majorité. Le parti Démocratie chrétienne (centriste) conserve une majorité relative des sièges, devant le Parti communiste. Giovanni Goria (Démocratie chrétienne) est nommé premier ministre. |
| 16 juin | Niger                     | Référendum     | Premier scrutin depuis le coup d'État militaire de 1974. Les citoyens sont invités à approuver une Charte nationale qui établirait des « institutions consultatives », non-élues, aux plans national et local. | Le Charte est approuvée officiellement par 99,6 % des votants. |
| 19 juin | Bahamas                   | Législatives   | | Le Parti libéral progressiste (centre-gauche) conserve une majorité absolue des sièges. Sir Lynden Pindling demeure premier ministre.                                                                         |
| 30 juin | Palaos                    | Référendum     | Les Palaos à cette date sont un territoire sous tutelle des États-Unis. Les États-Unis accepteraient d'accorder l'indépendance au pays, à condition qu'il leur demeure lié par un accord de libre association. C'est cette proposition qui est soumise aux citoyens, pour la cinquième fois. | La proposition est approuvée par 67,6 % des votants, en deçà des 75 % requis. |

### Juillet
| Date                 | Pays                      | Élections    | Contexte | Résultats |
| -------------------- | ------------------------- | ------------ | --- | --- |
| 13 juin au 5 juillet | Papouasie-Nouvelle-Guinée | Législatives | | Parlement sans majorité. Le Pangu Pati obtient une majorité relative des sièges, avec un siège de plus que le Mouvement démocratique populaire du premier ministre Paias Wingti. Ce dernier conserve néanmoins la confiance du Parlement, et demeure premier ministre. |
| 11 juillet           | Australie                 | Législatives | | Le Parti travailliste (centre-gauche) conserve une majorité absolue des sièges. Bob Hawke demeure premier ministre. |
| 19 juillet           | Portugal                  | Législatives | | Le Parti social-démocrate (libéral-conservateur), qui disposait d'une majorité relative des sièges, obtient une majorité absolue. Aníbal Cavaco Silva demeure premier ministre.                                                                                        |
| 31 juillet           | République centrafricaine | Législatives | Premières élections législatives depuis 1964. Elles font suite au coup d'État mené par le général André Kolingba en 1981, et à six ans de dictature militaire. Les élections se déroulent dans le cadre d'un régime à parti unique. le parti au pouvoir sélectionne deux ou trois candidats pour chaque circonscriptions ; les électeurs sont invités à les départager. | Le Rassemblement démocratique centrafricain remporte mécaniquement la totalité des sièges. |

### Août
| Date    | Pays             | Élections    | Contexte | Résultats |
| ------- | ---------------- | ------------ | --- | --- |
| 4 août  | Palaos           | Référendum   | Les Palaos à cette date sont un territoire sous tutelle des États-Unis. Les États-Unis accepteraient d'accorder l'indépendance au pays, à condition qu'il leur demeure lié par un accord de libre association. Afin que cette proposition puisse être adoptée (après cinq tentatives infructueuses), le référendum propose d'amender la Constitution et de réduire à 50 % (au lieu de 75 %) le taux d'approbation populaire nécessaire à cet accord. | La proposition est approuvée par 73,3 % des votants. Le résultat est toutefois annulé par la Cour suprême pour vice de procédure. |
| 15 août | Nouvelle-Zélande | Législatives | | Le Parti travailliste (historiquement de centre-gauche, mais appliquant désormais une politique néo-libérale) conserve une majorité absolue des sièges. David Lange demeure premier ministre.                                                                   |
| 21 août | Palaos           | Référendum   | Les Palaos à cette date sont un territoire sous tutelle des États-Unis. Les États-Unis accepteraient d'accorder l'indépendance au pays, à condition qu'il leur demeure lié par un accord de libre association. C'est cette proposition qui est soumise aux citoyens, pour la sixième fois. | La proposition est approuvée par 73 % des votants, en deçà des 75 % requis. |
| 30 août | Maurice          | Législatives | | L'« Alliance » (qui regroupe le Mouvement socialiste mauricien, le Parti social-démocrate (conservateur), et le Parti travailliste (socialiste) conserve une majorité absolue des sièges. Sir Anerood Jugnauth (Mouvement socialiste) demeure premier ministre. |

### Septembre
| Date         | Pays               | Élections                     | Contexte | Résultats |
| ------------ | ------------------ | ----------------------------- | --- | --- |
| 6 septembre  | Argentine          | Législatives                  | | Parlement sans majorité. L'Union civique radicale (social-libérale) perd sa majorité absolue des sièges, mais conserve une majorité relative.                                                                                     |
| 6 septembre  | Turquie            | Référendum                    | La proposition soumise à référendum autoriserait les cadres des partis politiques interdits à la suite du coup d'État de 1980 à participer à nouveau à la vie politique du pays. Le gouvernement dirigé par le Parti de la mère patrie (conservateur, néo-libéral, issu du coup d'État), qui a accepté la tenue d'un référendum à la demande de l'opposition, fait campagne pour le « non ». | Le « oui » l'emporte avec 50,2 % des voix, permettant la tenue d'élections relativement démocratiques le mois suivant. |
| 6 septembre  | Zaïre              | Législatives                  | Le Zaïre est un État à parti unique. Le parti propose plusieurs candidats par circonscription, les citoyens étant invités à les départager. Voter est obligatoire. | Le Mouvement populaire de la Révolution (Mobutisme, nationalisme, socialisme africain, anticommunisme) conserve mécaniquement tous les sièges.                                                                                    |
| 8 septembre  | Danemark           | Législatives                  | | Parlement sans majorité. Les Sociaux-démocrates (centre-gauche) conservent une majorité relative des sièges, mais Poul Schlüter (Parti populaire conservateur) demeure premier ministre à la tête d'un gouvernement de coalition. |
| 13 septembre | Nouvelle-Calédonie | Référendum sur l'indépendance | Les citoyens sont invités à choisir entre l'accès à l'indépendance, ou le maintien sous souveraineté française. La plupart des indépendantistes boycottent le scrutin. | Le maintien de la souveraineté française est choisi par 98,3 % des votants. |
| 30 septembre | Suriname           | Référendum                    | Les citoyens sont invités à approuver une proposition de nouvelle Constitution. Le pays est une dictature militaire depuis 1980. En 1985, les partis d'opposition sont à nouveau autorisés. La proposition de Constitution restaure une démocratie multipartite et un parlement élu à la proportionnelle.                                                                                    | La Constitution est approuvée par 96,9 % des votants. Des élections ont lieu en novembre. |

### Octobre
| Date       | Pays           | Élections      | Contexte | Résultats |
| ---------- | -------------- | -------------- | --- | --- |
| 5 octobre  | Égypte         | Présidentielle | L'élection prend la forme d'un plébiscite. Le président sortant est choisi par le Parlement comme candidat unique. Les citoyens sont invités à voter pour ou contre sa réélection. | Hosni Moubarak (Parti national démocratique) est réélu avec 97,1 % de suffrages favorables.                                    |
| 18 octobre | Suisse         | Législatives   | | Parlement sans majorité. Le Parti radical-démocratique (droite libérale) conserve une majorité relative des sièges.            |
| 22 octobre | Bophuthatswana | Législatives   | Le Bophuthatswana est un bantoustan, un État noir officiellement indépendant à l'intérieur de l'Afrique du Sud, créé par le régime de l'apartheid pour exclure la population noire du reste de l'Afrique du Sud. Cet État, non reconnu par la communauté internationale, sévit sous le régime autoritaire du président Lucas Mangope. | Le Parti démocratique, au pouvoir, conserve une majorité absolue des sièges.                                                   |
| 28 octobre | Corée du Sud   | Référendum     | Les citoyens sont invités à approuver des amendements constitutionnels dans le cadre d'une transition vers la démocratie. | La proposition est approuvée par 94,4 % des votants.                                                                           |
| 29 octobre | Turquie        | Législatives   | La junte militaire néo-libérale et conservatrice arrivée au pouvoir par le coup d'État de 1980 permet pour la première fois la tenue d'élections libres. | Le Parti de la mère patrie, parti de la junte, conserve une majorité absolue des sièges. Turgut Özal demeure premier ministre. |

### Novembre
| Date        | Pays      | Élections                      | Contexte | Résultats |
| ----------- | --------- | ------------------------------ | --- | --- |
| 8 novembre  | Italie    | Référendums                    | Cinq questions sont soumises aux citoyens par référendum. Les électeurs sont notamment invités à soutenir la sortie des énergies nucléaires, après la catastrophe nucléaire de Tchernobyl. L'une des questions vise par ailleurs à soumettre les ministres aux mêmes procédures judiciaires que les citoyens ordinaires.                 | Les cinq propositions sont adoptées, avec entre 72 et 85 % des voix. |
| 16 novembre | Swaziland | Législatives                   | Le Swaziland est une monarchie absolue. Le Parlement, qui dispose de pouvoirs très limités, est élu au suffrage indirect : les Swazilandais élisent un collège électoral, qui choisissent les députés. Il n'existe pas de partis politiques.                                                                                             | En l'absence de partis politiques, les députés siègent tous sans étiquette. |
| 25 novembre | Suriname  | Législatives                   | Premières élections depuis 1977, et donc premières depuis le coup d'État militaire de 1980. Elles font suite à l'adoption d'une Constitution démocratique par référendum en septembre. | Alternance. Le Front pour la démocratie et le développement (alliance du Parti réformateur progressiste, du Parti national, et du Parti pour l'unité nationale et la solidarité, qui sont principalement des partis ethniques représentant les communautés originaires d'Asie) remporte une majorité absolue des sièges. Le Parti démocratique national (socialiste), du président et auteur du coup d'État Dési Bouterse, est battu. |
| 29 novembre | Haïti     | Législatives et présidentielle | 1er tour. Le dictateur Jean-Claude Duvalier a été contraint à la démission et à l'exil par l'armée en 1986, entraînant l'adoption d'une nouvelle Constitution. Le général Henri Namphy a pris le pouvoir en amont des élections. | Les Tontons macoutes, milice liée au gouvernement, massacrent des dizaines d'électeurs le jour du vote, afin d'empêcher toute victoire de l'opposition. Le scrutin est annulé. |
| 29 novembre | Pologne   | Référendum                     | La Pologne à cette date est un État à parti unique marxiste-léniniste. Dans un contexte de crise économique et de protestations en faveur de la démocratie, deux questions sont soumises au peuple : Les citoyens approuvent-ils des réformes de redressement économique, et une « démocratisation en profondeur de la vie politique » ? | Les propositions sont approuvées respectivement par 70,5 et 73,7 % des votants. Néanmoins, le taux d'abstention ayant été très important, le taux d'approbation requis n'est pas atteint. L'abstention d'un tiers des citoyens, et conséquemment l'échec du référendum, sont perçus comme un échec pour le gouvernement. |
| 30 novembre | Vanuatu   | Législatives                   | | Le Vanua'aku Pati (centre-gauche) conserve une majorité absolue des sièges. Walter Lini demeure premier ministre. |

### Décembre
| Date        | Pays         | Élections      | Contexte | Résultats |
| ----------- | ------------ | -------------- | --- | --- |
| 6 décembre  | Seychelles   | Législatives   | Les Seychelles à cette date sont un État à parti unique. Dans dix circonscriptions, le parti ne présente qu'un seul candidat, qui est donc 'élu' d'office. Dans les autres, le parti présente plusieurs candidats ; les citoyens sont invités à les départager. | Le Front progressiste populaire seychellois (gauche) conserve mécaniquement tous les sièges. |
| 13 décembre | Belgique     | Législatives   | | Parlement sans majorité. Le parti Chrétiens-démocrates et flamands (Christen-Democratisch en Vlaams, centre-droit) conserve une majorité relative des sièges. Wilfried Martens (CDV) demeure premier ministre, à la tête d'un gouvernement de coalition de partis chrétiens-démocrates et libéraux, à la fois flamands et wallons. |
| 16 décembre | Corée du Sud | Présidentielle | Première élection présidentielle au suffrage universel direct. Elle est organisée à la suite de manifestations étudiantes pour la démocratie. Le président sortant, le général Chun Doo-hwan, ne se présente pas.                                               | Roh Tae-woo (Parti de la justice démocratique, conservateur, néo-libéral) est élu avec 36,6 % des voix, devant quatre autres candidats. Il est le candidat soutenu par le régime sortant, mais entreprend une politique de démocratisation.                                                                                        |